# فاتو ندياي سو
فاتو ندياي سو (بالفرنسية: Fatou Ndiaye Sow)‏ (1937، تيفوان في السنغال - 2004)؛ كاتِبة مُتخصِّصة في أدب الأطفال وشاعرة سنغالية.